# Inishbofin (Donegal)
Inishbofin (Inis Bó Finne in gaelico irlandese, che significa "isola della Mucca Bianca") è un'isola situata 2,5 chilometri al largo della costa di Machaire Rabhartaigh, contea di Donegal, Irlanda.

## Descrizione
Inishbofin è lunga circa 2 e larga 1,2 chilometri, per una superficie di 1,2 km quadrati.
È la più ampia delle tre isole collocate tra la costa irlandese e l'isola di Thoraigh. Le altre due isolette, Dúiche e Inis Beag, sono collocate più a nord e sono entrambe disabitate.
L'isola è nota per le sue spiagge rimaste allo stato naturale. Tra le attività proposte ai suoi visitatori ci sono il bird-watching, l'escursionismo e la possibilità di praticare kayak e canoa.

Gli abitanti sono di lingua gaelica.

## Storia
La popolazione residente, che nel 1901 era di 150 persone, si è ridotta nel 2011 a 11 unità.

### Demografia
La tabella che segue riporta dati sulla popolazione dell'isola tratti dal libro Discover the Islands of Ireland (Alex Ritsema, Collins Press, 1999) e dai censimenti irlandesi. I dati censuari in Irlanda prima del 1841 non sono considerati completi e/o sufficientemente affidabili.
| 1841 | 1851 | 1901 | 1951 | 1996 | 2002 | 2006 | 2011 |
| ---- | ---- | ---- | ---- | ---- | ---- | ---- | ---- |
| 121  | 122  | 150  | 120  | 24   | 16   | 36   | 11   |